# Рутка Ваяна
Рутка Ваяна, рутка Вайяна (Fumaria vaillantii) — вид трав'янистих рослин родини макові (Papaveraceae), поширений у Європі, Північній Африці, західній Азії.

## Опис
Однорічна рослина 10–30 см заввишки. Стебла від висхідних до прямостійних, досить рясно розгалужені. Листки чергуються, черешкові; листові пластини звичайно двоперисторозсічені, листочки вузько лопатеві, частки ланцетні. Суцвіття приблизно 20-квіте. Чашолистків 2, з нерівномірно зубчастими краями, скоро опадають. Віночок 4-пелюстковий, 5–6 мм довжиною, пурпуровий, зовнішня пелюстка на верхівці з виїмкою. Тичинок 6 в 2 групах, кожна з 1 цілою і 2 половинчатими тичинками. Горіх кулястий, тупий.

## Поширення
Поширений у Європі, Північній Африці, від західної Азії до Індії; натуралізований у деяких інших краях.
В Україні вид зростає на полях, городах, уздовж доріг — на всій території.

## Галерея

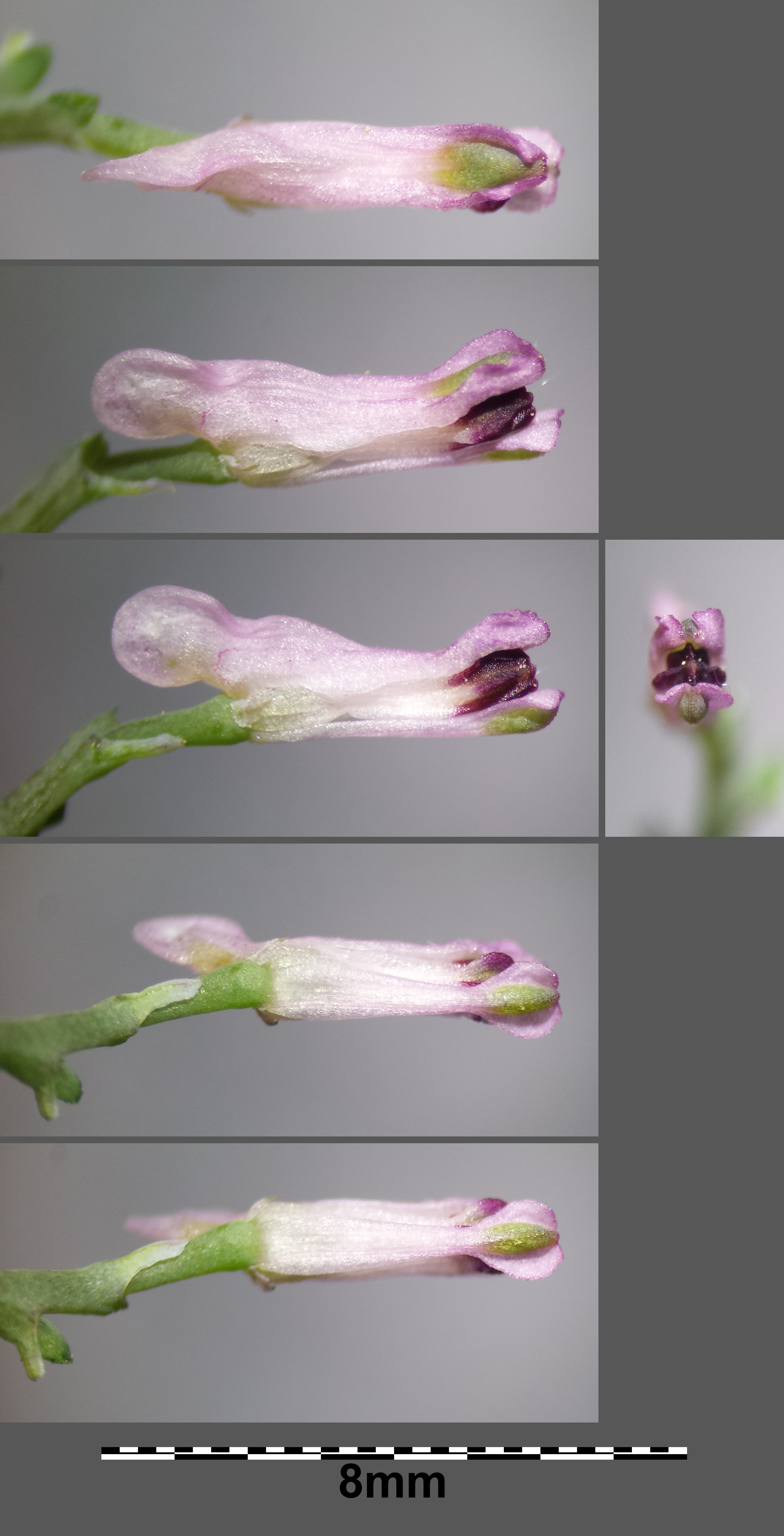
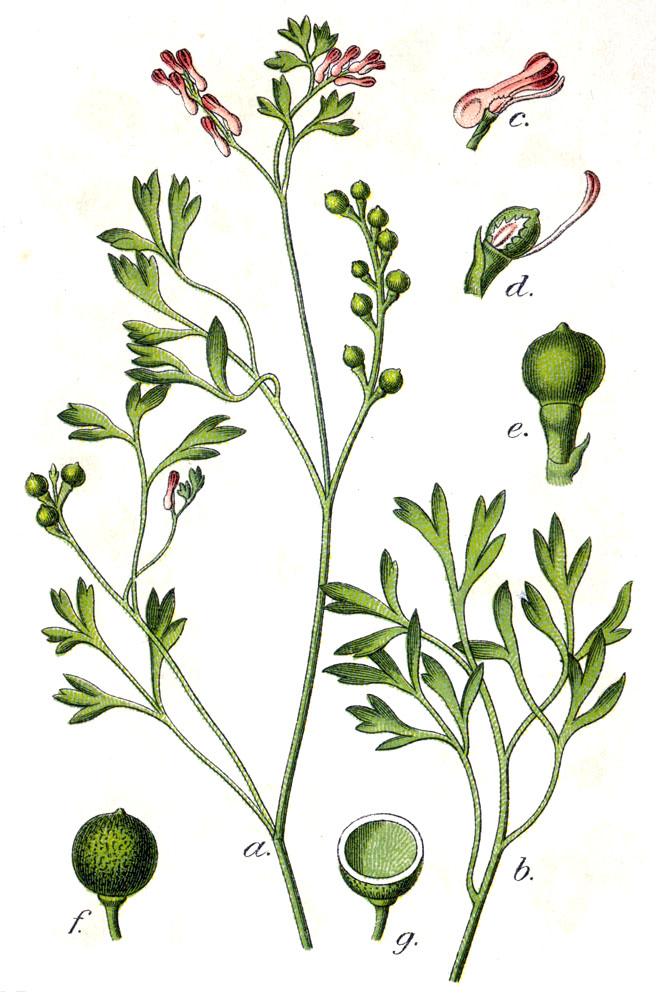